# Vic9
Quivaughn Joël Jordan (Rotterdam, 6 april 1992), beter bekend onder zijn artiestennaam Vic9, is een Nederlands rapper.

## Carrière
Sinds 2016 brengt Jordan nummers uit onder zijn artiestennaam Vic9. Zijn eerste hitnotering behaalde hij met het nummer In de Streets die hij in december 2016 in samenwerking met Kevin, Lijpe, Sevn Alias en Kippie uitbracht, deze behaalde de 36e plek in de Nederlandse Single Top 100. In de jaren die volgden bracht Vic9 meerdere nummers uit en werkte samen met artiesten zoals Hef, Chivv en Ronnie Flex.
In december 2017 bracht Vic9 zijn debuutalbum uit onder de naam 9, deze behaalde de 22e plek in de Nederlandse Album Top 100. Datzelfde jaar was hij tevens te horen op het verzamelalbum All Eyez On Us.

## Discografie

### Albums
| Album                                                                     | Verschijnen     | Label     | Hitlijsten | Hitlijsten | Hitlijsten | Hitlijsten | Opmerkingen |
| Album                                                                     | Verschijnen     | Label     | BE (VL)    | BE (VL)    | NL         | NL         | Opmerkingen |
| Album                                                                     | Verschijnen     | Label     | Piek       | Weken      | Piek       | Weken      | Opmerkingen |
| ------------------------------------------------------------------------- | --------------- | --------- | ---------- | ---------- | ---------- | ---------- | ----------- |
| All Eyez On Us (met Kempi, Sevn Alias, Josylvio, Latifah, Rocks en Kevin) | 9 juni 2017     | Top Notch | 185        | 2          | 2          | 20         | Studioalbum |
| 9                                                                         | 1 december 2017 | Top Notch | —          | —          | 22         | 9          | Studioalbum |
| 92:29                                                                     | 1 juni 2018     | Top Notch | 86         | 2          | 5          | 7          | Studioalbum |
| Bloed                                                                     | 5 april 2019    | Top Notch | —          | —          | 9          | 4          | Studioalbum |

### Singles
| Lied                                                                | Verschijnen      | Album                                     | Hitlijsten   | Hitlijsten   | Opmerkingen          |
| Lied                                                                | Verschijnen      | Album                                     | NL (Top 100) | NL (Top 100) | Opmerkingen          |
| Lied                                                                | Verschijnen      | Album                                     | Piek         | Weken        | Opmerkingen          |
| ------------------------------------------------------------------- | ---------------- | ----------------------------------------- | ------------ | ------------ | -------------------- |
| In de streets (met Kevin, Lijpe, Sevn Alias en Kippie)              | 9 december 2016  | Kleine versnelling (van Kevin)            | 36           | 2            |                      |
| Doorgaan (met Jairzinho, Kevin, Josylvio en BKO)                    | 31 maart 2017    | Gouden plaat (van Jairzinho)              | 77           | 7            | Goud in Nederland    |
| Abu Dhabi (met Josylvio, Kevin en Sevn Alias)                       | 25 april 2017    | 2 gezichten (van Josylvio)                | 30           | 4            | Goud in Nederland    |
| Allemaal voor niks (met Kevin en Hef)                               | 4 augustus 2017  | —                                         | 68           | 2            | Goud in Nederland    |
| Geluk (met Djaga Djaga)                                             | 3 november 2017  | 9                                         | 66           | 2            |                      |
| Gunman (met Sevn Alias)                                             | 1 december 2017  | 9                                         | 45           | 2            |                      |
| Gezegd (met Lijpe)                                                  | 1 december 2017  | 9                                         | 88           | 1            |                      |
| Kan niet terug (met Hef, Feis en Rich)                              | 15 december 2017 | Geit (van Hef)                            | 82           | 1            |                      |
| Karate (met JoeyAK, Sevn Alias en D-Double)                         | 7 januari 2018   | Luitenant (van JoeyAK)                    | 88           | 1            |                      |
| Altijd op tijd (met Ronnie Flex)                                    | 1 juni 2018      | 92:29                                     | 13           | 13           | Platina in Nederland |
| Stacks (met 3robi)                                                  | 1 juni 2018      | 92:29                                     | 94           | 1            |                      |
| Zeg ja (met Chivv)                                                  | 5 april 2019     | Bloed                                     | 63           | 3            |                      |
| Go getta (met Adje)                                                 | 5 april 2019     | Bloed                                     | 89           | 1            |                      |
| Stapels (met Qlas & Blacka en Josylvio)                             | 27 februari 2020 | Project 24 - Volume 1 (van Qlas & Blacka) | 96           | 1            |                      |
| Platzak (met Esko, Bigidagoe en Jack)                               | 11 juni 2021     | Feniks (van Esko)                         | 35           | 4            |                      |
| All Gas No Breaks (met Bigidagoe, JoeyAK, Djaga Djaga en Jaykoppig) | 14 juni 2024     | —                                         | tip12        | —            |                      |